# USS Robert K. Huntington (DD-781)
USS Robert K. Huntington (DD-781) là một tàu khu trục lớp Allen M. Sumner được Hải quân Hoa Kỳ chế tạo trong Chiến tranh Thế giới thứ hai. Nó là chiếc tàu chiến duy nhất của Hải quân Mỹ được đặt theo tên Robert Kingsbury Huntington (1921-1942), xạ thủ súng máy/điện báo viên và là thành viên Liên đội Ném ngư lôi 8 (VT-8) trên tàu sân bay USS Hornet, đã tử trận trong Trận Midway năm 1942 và được truy tặng Huân chương Chữ thập bay Dũng cảm. Nó đã hoạt động vào giai đoạn cuối cùng của Thế Chiến II, và tiếp tục phục vụ sau đó trong Chiến tranh Lạnh và Chiến tranh Việt Nam cho đến khi xuất biên chế năm 1973 và được chuyển cho Venezuela. Con tàu tiếp tục phục vụ cùng Hải quân Venezuela như là chiếc Falcon  cho đến khi ngừng hoạt động năm 1981. Robert K. Huntington được tặng thưởng hai Ngôi sao Chiến trận do thành tích phục vụ trong Chiến tranh Việt Nam.

## Thiết kế và chế tạo
Robert K. Huntington được đặt lườn tại xưởng tàu của hãng Todd Pacific Shipyards, Inc. ở Seattle, Washington vào ngày 29 tháng 2 năm 1944. Nó được hạ thủy vào ngày 5 tháng 12 năm 1944; được đỡ đầu bởi bà Ruth Arnold Welsh, và nhập biên chế vào ngày 3 tháng 3 năm 1945 dưới quyền chỉ huy của Trung tá Hải quân J. W. Ramey.

## Lịch sử hoạt động
Robert K. Huntington gia nhập Hạm đội Thái Bình Dương vào ngày 31 tháng 5 năm 1945, và từ ngày 27 tháng 6 đến ngày 16 tháng 8 đã hộ tống tàu bè đi lại giữa Eniwetok và Ulithi. Vào ngày 28 tháng 8, nó gia nhập Lực lượng Đặc nhiệm 38 ngoài khơi bờ biển Nhật Bản, và là một trong số các tàu hộ tống bảo vệ cho thiết giáp hạm Missouri (BB-63) tiến vào vịnh Tokyo để tiếp nhận sự đầu hàng chính thức của Đế quốc Nhật Bản. Sau đó nó lên đường quay trở về San Diego, California, chở theo 100 binh lính Thủy quân Lục chiến hồi hương. Đến mùa Xuân năm 1946, chiếc tàu khu trục đi đến khu vực quần đảo Marshall trong thành phần Lực lượng Đặc nhiệm 1 để tham gia Chiến dịch Crossroads, cuộc thử nghiệm bom nguyên tử tại đảo san hô Bikini trong tháng 7.
Cho đến đầu năm 1949, Robert K. Huntington tiến hành những hoạt động thường lệ và huấn luyện dọc theo vùng bờ Tây, tại vùng biển Hawaii, cũng như tại khu vực Viễn Đông cùng Lực lượng Đặc nhiệm 38, lực lượng tấn công cơ động Thái Bình Dương. Vào tháng 4, 1949, nó được điều động sang Hạm đội Đại Tây Dương, hoạt động cùng một lực lượng đặc nhiệm tàu sân bay lúc này đang tích cực huấn luyện chống tàu ngầm. Nó trải qua mùa Đông tiếp theo tại vùng biển Bắc Cực, và đến tháng 2, 1950 đã hướng sang vùng biển Caribe để tập trận cùng hạm đội.
Robert K. Huntington được bố trí lần đầu tiên sang Địa Trung Hải vào tháng 12, 1950, nơi nó hoạt động cùng Đệ lục Hạm đội. Con tàu quay trở về Norfolk, Virginia vào mùa Xuân năm 1951, và trong hai năm tiếp theo đã luân phiên các hoạt động tại vùng biển lạnh Bắc Cực với những chuyến đi ở vùng biển Caribe ấm áp. Từ mùa Xuân năm 1953 cho đến mùa Hè năm 1955, nó xen kẻ những lượt hoạt động tại Địa Tring Hải với những cuộc tập trận cùng Đệ nhị Hạm đội dọc theo vùng bờ Đông và vùng biển Caribe. Nó đã có mặt tại vùng biển Bắc Đại Tây Dương vào tháng 7, 1955, canh phòng dọc đường đi để bảo vệ cho lộ trình của chuyến bay đưa Tổng thống Dwight D. Eisenhower tham dự Hội nghị Geneva.
Sau một đợt huấn luyện khác đến vùng biển Caribe vào mùa Xuân năm 1956, Robert K. Huntington thực hiện một chuyến đi thực tập cho học viên sĩ quan của Học viện Hải quân Hoa Kỳ đến Châu Âu và vùng biển Caribe. Sang năm 1957, nó hoạt động tại vùng biển Caribe trước khi tham gia các cuộc tập trận của Khối NATO tại vùng biển Châu Âu. Chiếc tàu khu trục tiếp tục có những chuyến đi sang Địa Trung Hải kéo dài sáu tháng trong các năm 1958 và 1959, nhưng trải qua phần lớn thời gian của năm 1960 được cải biến trong khuôn khổ chương trình Hồi sinh và Hiện đại hóa Hạm đội (FRAM: Fleet Rehabilitation and Modernization), khi nó được nâng cấp đáng kể cảm biến và vũ khí chống ngầm. Sau khi hoàn tất việc đại tu, con tàu chuyển sang cảng nhà mới tại Mayport, Florida, và trong suốt năm 1961 đã hoạt động huấn luyện dọc theo vùng bờ Đông và vùng biển Caribe.

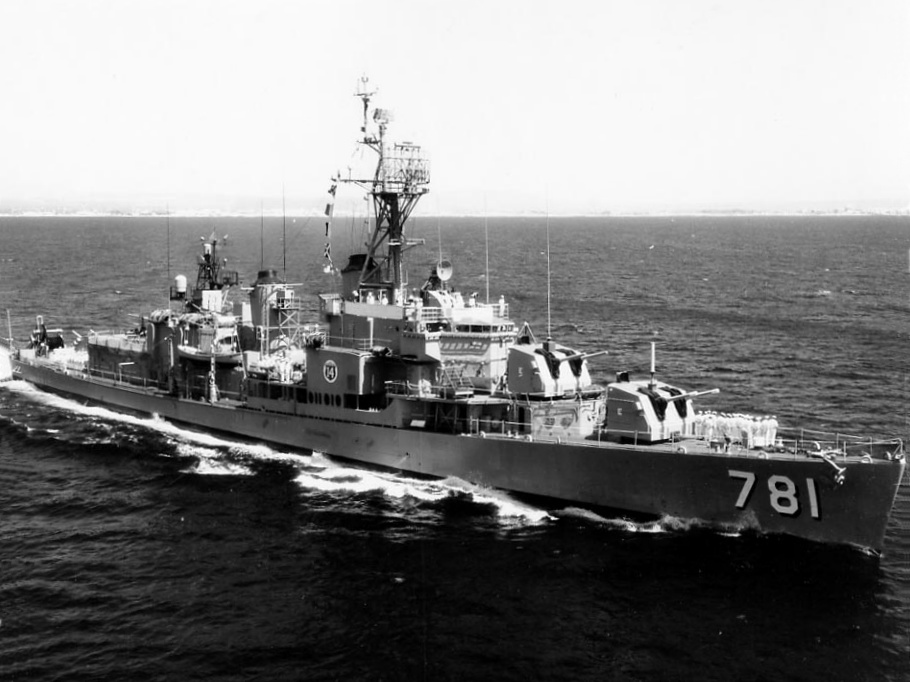
Robert K. Huntington trên đường đi, sau khi được hiện đại hóa theo Chương trình FRAM II.

Trong nữa đầu năm 1962, Robert K. Huntington tham gia các cuộc thực tập chống tàu ngầm ngoài khơi vùng bờ Đông. Nó được bố trí sang Địa Trung Hải vào ngày 3 tháng 8, và đã hoạt động tại Hắc Hải từ ngày 3 đến ngày 12 tháng 10. Nó quay trở về Mayport vào ngày 3 tháng 3, 1963, và trải qua phần lớn thời gian còn lại của năm hoạt động tại vùng biển Caribe. Trong bốn năm tiếp theo, con tàu hoạt động dọc theo vùng bờ Đông, vùng biển Caribe và tại Địa Trung Hải. Vào cuối năm 1967, nó được phái sang Địa Trung Hải trong thành phần một lực lượng đặc nhiệm chống tàu ngầm, và quay trờ về Mayport vào ngày 16 tháng 12, 1967.
Sang đầu năm 1968, Robert K. Huntington tiếp tục hoạt động dọc theo vùng bờ Đông và tại vùng biển Caribe cho đến khi được điều động sang Hạm đội Thái Bình Dương. Đến tháng 10, chiếc tàu khu trục được phái đi phục vụ tại khu vực Viễn Đông trong sáu tháng, và đã hoạt động ngoài khơi Việt Nam. Nó quay trở về Mayport vào ngày 17 tháng 4, 1969, và ở lại cảng này cho đến khi được sửa chữa nhỏ vào tháng 7.
Robert K. Huntington được điều động sang cảng nhà mới Bayonne, New Jersey vào tháng 7, 1969, đồng thời đảm nhiệm một vai trò mới. Nó thực hiện những chuyến đi huấn luyện dành cho nhân sự thuộc Hải quân Dự bị Hoa Kỳ tại khu vực Đại Tây Dương và vùng biển Caribe cho đến tháng 10, 1973.

### Falcon
Một cuộc khảo sát và điều tra cho thấy tình trạng vật chất của con tàu không phù hợp để tiếp tục hoạt động, nên con tàu được cho xuất biên chế tại Newport, Rhode Island vào ngày 31 tháng 10, 1973, và tên nó được cho rút khỏi danh sách Đăng bạ Hải quân cùng ngày hôm đó. Nó được bán cho Venezuela và phục vụ cùng Hải quân Venezuela như là chiếc Falcon cho đến khi ngừng hoạt động năm 1981.

## Phần thưởng
Robert K. Huntington được tặng thưởng hai Ngôi sao Chiến trận do thành tích phục vụ trong Chiến tranh Việt Nam.